# Walkiria Terradura

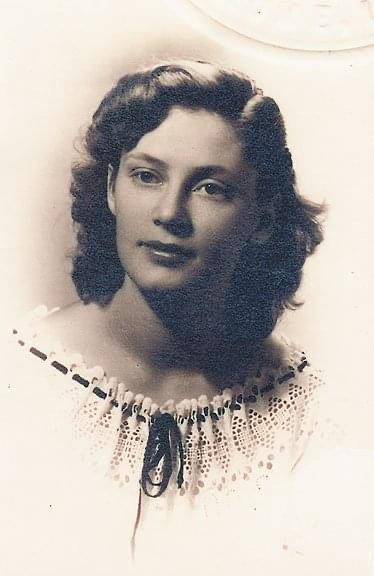
Passfoto von Walkiria Terradura (Ende 1930er-Jahre)

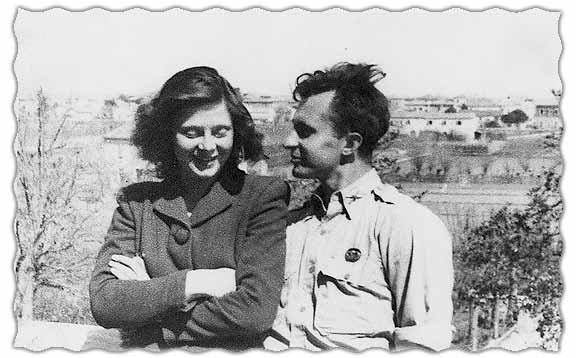
Walkiria Terradura mit ihrem Ehemann Alfonso Thiele

Walkiria Terradura (* 9. Januar 1924 in Gubbio; † 5. Juli 2023 in Rom) war eine italienische Partisanin.

## Leben

### Herkunft, Jugend, Ausbildung
Walkiria stammte aus einer alteingesessenen Adelsfamilie. Sie war die Tochter der Laura, einer Nachkommin des Marchese del Gallo di Roccagiovine, und des Gustavo Terradura, der mehrfach von den Faschisten verhaftet wurde und der erst nach dem Sturz Mussolinis endgültig wieder freikam. Walkiria wurde ihrerseits schon während der Schulzeit mehrfach befragt. Ihre Geschwister waren Lionella, Enrico, Araldo und Serenella, die schon als Kind starb. Auch Walkirias Mutter starb schon jung, im Alter von 29 Jahren.
Walkira besuchte die juristische Fakultät von Perugia. Als Faschisten der OVRA am 13. Januar 1944 in den Palast der Herzöge von Urbino eindrangen, in dem die Familie wohnte, brachte die junge Frau ihren Vater in Sicherheit. Die beiden versteckten sich auf dem Dachboden des kompliziert aufgebauten Gebäudes, das aus drei separaten Häusern geschaffen worden war. Ihr Bruder Enrico kämpfte als Partisan in Jugoslawien, Araldo kämpfte zur See und verbrachte sieben Jahre in Kriegsgefangenschaft in Ägypten.

### Flucht und Partisanenzeit
Aus dem Palast flohen Tochter und Vater in die abgelegenen Monti del Burano, einer Gebirgsregion zwischen Umbrien und den Marken. Auch Lionella wurde Partisanin, sie wurde als Furia bekannt. Sie schlossen sich den dortigen Brigate Garibaldi an, genauer der V Brigata Garibaldi Pesaro. Diese operierte in der Provinz Pesaro und Urbino. Nach ihrem Kommandanten Samuele Panichi nannte sich die Grupe die Panichi. Walkiria führte bald eine Gruppe namens Settebello, die aus sechs Männern bestand. Sie spezialisierte sich zusammen mit dem Ingenieur Valentino Guerra auf das Sprengen und Unterminieren von Brücken. Auch beschaffte sie heimlich Munition aus Gubbio, verteilte Getreide an die Landbevölkerung. Für ihre Aktivitäten und ihren Mut erhielt sie nach dem Krieg die medaglia d’argento al valore militare.

### Nachkriegszeit
Während des Krieges lernte sie einen Angehörigen des Office of Strategic Services namens Alfonso Thiele kennen. Die beiden heirateten, hatten zwei Kinder (Serenella und Erich), und gingen in die USA. Doch nach wenigen Jahren kehrte sie zurück und betätigte sich in der Associazione Nazionale Partigiani d’Italia.